# 哈森贝格尔站
哈森贝格尔站（德語：U-Bahnhof Hasenbergl）是一座慕尼黑地铁2号线位于哈森贝格尔的一座车站，此站名来源于这一同名区域——哈森贝格尔。